# Briljantmossa
Briljantmossa (Entodon concinnus) är en bladmossart som beskrevs av Jean Édouard Gabriel Narcisse Paris 1904. Briljantmossa ingår i släktet Entodon och familjen Entodontaceae. Arten är reproducerande i Sverige. Inga underarter finns listade i Catalogue of Life.

## Bildgalleri

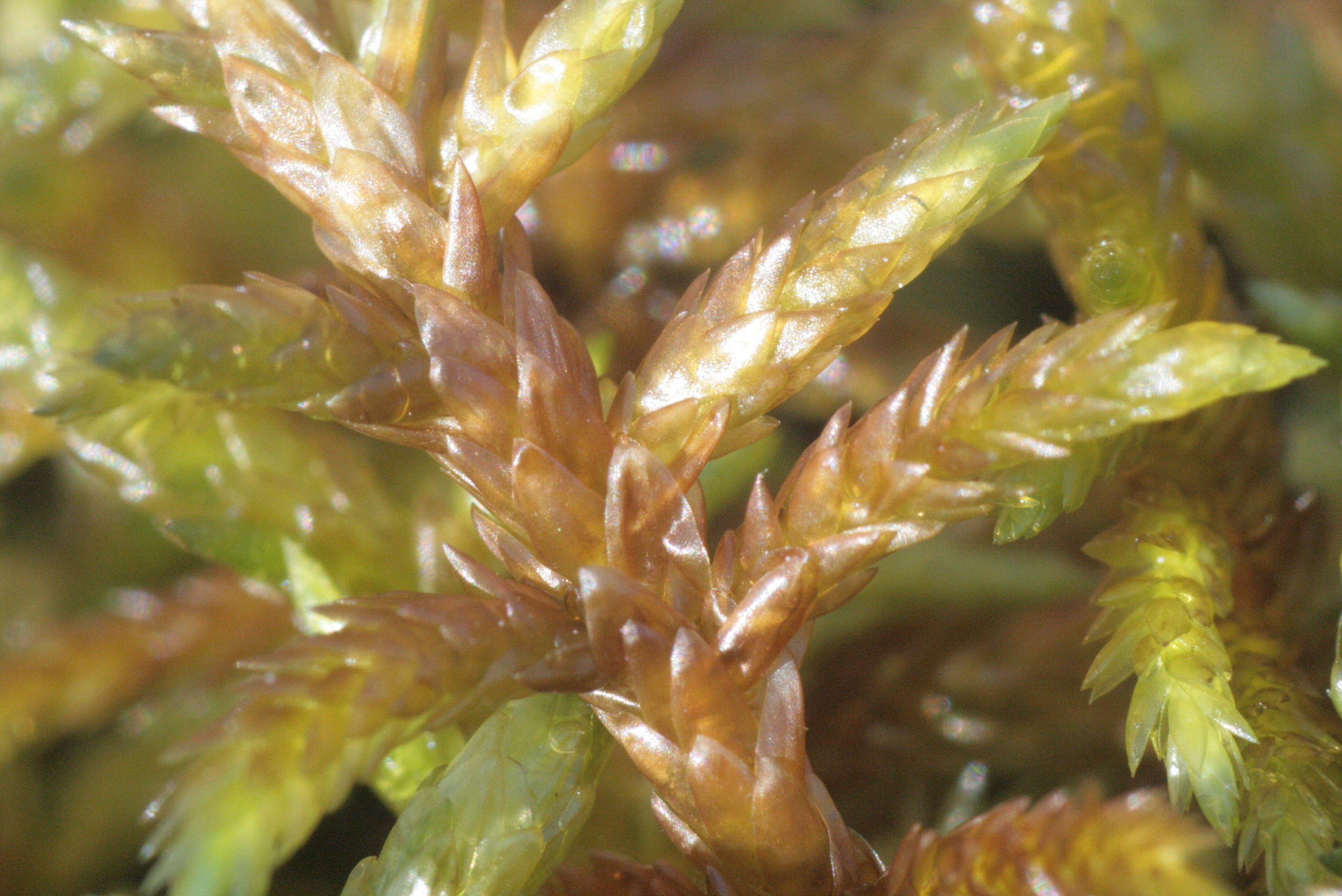